# 木村和巨
木村和巨（きむら かずお、1939年7月2日 - ）は、日本の実業家。元株式会社三貴（じゅわいよ・くちゅーるマキ／ジュエリーマキ）代表取締役社長。

## 来歴
東京都出身。早稲田大学高等学院を経て、早稲田大学商学部を卒業。その後、同大学院商学研究科に進学し、自宅の一間で宝石販売業を始め、1965年に株式会社三貴を設立し、代表取締役社長に就任。
同社は、木村の早大の後輩ら数名でスタートした。
宝飾品・貴金属業界では垂直統合をビジネスモデルとして考案、展開した。
その後、婦人服、子供服事業にも進出。最盛期には全国1,400店舗、物流センター、2ヶ所の海外工場を擁し、売上高は1,800億円を超え、従業員は8,000名を数えた。当時、宝石部門では日本最大手、婦人服部門では日本第6位の規模となった。
2002年に特別清算手続きが行われ、休眠会社に事業譲渡する形で経営破綻。
その後、最盛期の規模を縮小しながらも往年のCMを復活させるなどして営業を継続したが、2009年に1度目、2014年7月に2度目の再生法が適用されている。